# اولوچ
اولوچ (به لهستانی:  Ulucz) یک روستا در لهستان است که در گمینا ددنگا واقع شده‌است. اولوچ ۱۵۰ نفر جمعیت دارد.